# Rue Marmontel (Nantes)
Pour l’article homonyme, voir Rue Marmontel.
La rue Marmontel est une voie de la ville de Nantes, dans le département français de la Loire-Atlantique.

## Situation et accès
Située dans le centre-ville de Nantes, sur la partie est de l'ancienne île Gloriette appelée « prairie de la Madeleine », elle relie la chaussée de la Madeleine à la rue des Olivettes. Bitumée, ouverte à la circulation, elle ne rencontre aucune autre voie.

## Origine du nom
Elle rend mémoire du célèbre littérateur Jean-François Marmontel.

## Historique
Son nom lui été attribué le 27 octobre 1837.
Édouard Pied indique qu'une pièce de 1811, stipulait qu'elle était le seul abord praticable au « Parc aux Fumiers ».